# Pearson (компания)
Pearson, «Пирсон» — британская компания в области образования. Один из крупнейших в мире издателей образовательной литературы и программ, а также владеет несколькими коммерческими организациями по оценке знаний и уровня подготовки в США, Великобритании и других странах. Основным регионом деятельности являются США.

## История
Основателем компании считается Сэмюел Пирсон, который в 1844 году стал партнёром в строительной компании, которая базировалась в Хаддерсфилде. В 1856 году к компании присоединился его старший сын Джордж, и компания стала называться S Pearson & Son. Специализацией компании была прокладка водопроводов и канализации. В 1880-х годах Pearson вышла на международный уровень (Египет, США, Канада, Мексика), где строила порты и железные дороги, рыла тоннели. Благодаря тесным отношениям с мексиканским диктатором Порфирио Диасом Мексика стала главным регионом деятельности компании, помимо обустройства портов и строительства железных дорог Pearson приобрела обширные нефтяные поля и занялась электрификацией страны. Первым приобретением в издательском бизнесе была лондонская газета The Westminster Gazette в 1908 году, на основе которой было создано издательское подразделение Westminster Press Ltd. В 1917 году глава компании Уитман Пирсон получил титул виконта Коудрэя.
После Второй мировой войны часть промышленных предприятий Pearson была национализирована, из многочисленных интересов остались контрольный пакет акций в торговом банке Lazard Brothers & Co., издательство, нефтяная компания в США и Канаде, инвестиционный фонд и несколько предприятий по производство фарфора, стекла и других товаров. В 1957 году была куплена крупная доля в компании Financial News Ltd., владевшей газетой Financial Times и несколькими другими периодическими изданиями. В 1968 году было куплено издательство Longman, специализирующееся на словарях и учебниках, а в 1970 году — Penguin Books. В 1969 году 20 % акций Pearson были размещены на бирже. В 1963 году было приобретено шато Латур (одно из лучших винодельческих хозяйств Бордо), в 1978 году был куплен Музей мадам Тюссо, в том же году новое подразделение индустрии развлечений было расширено покупкой Уорикского замка.
В 1984 году компания сменила название на Pearson plc. К этому времени издательское подразделение стало наиболее прибыльным и в конце 1980-х годов было расширено несколькими приобретениями в Великобритании (Michael Joseph и Hamish Hamilton), США (Viking Press и Addison-Wesley), Нидерландах (доля в Elsevier), Франции (Les Echos). Самым крупным приобретением 1990-х годов стали образовательные импринты американского издательства Simon & Schuster, за которые Pearson заплатила 4,6 млрд долларов; эти импринты были объединены с Addison-Wesley и Longman в подразделение Pearson Education, которое стало крупнейшим издателем образовательной литературы в мире. В 1989 году было продано шато Латур, в 1998 году — Музей мадам Тюссо, а в следующем году — доля в Lazard.
В 2000 году было куплено издательство Dorling Kindersley, оно было присоединено к Penguin Books. В 2003 году был куплен крупнейший в Великобритании частный экзаменационной совет Edexcel, за этим последовали покупки ещё нескольких коммерческих экзаменационных и квалификационных комиссий в Великобритании и США. В 2007 году группе LVMH была продана французская газета Les Echos. В 2012 году было достигнуто соглашение с немецким концерном Bertelsmann об объединении Penguin Books с его издательством Random House в новую компанию Penguin Random House (сначала она была совместным предприятием, а с 2020 года полностью принадлежит Bertelsmann). В 2015 году Financial Times была продана японской компании Nikkei; в том же году была продана доля в журнале The Economist. В 2022 году был куплен румынский разработчик приложений для изучения иностранных языков Mondly.

## Руководство
- Омид Кордестани (Omid Kordestani, род. в 1963 году в Тегеране) — председатель совета директоров с апреля 2022 года; с 2015 по 2020 год был исполнительным председателем Twitter, с 1999 по 2015 год работал в Google.
- Энди Бёрд (Andy Bird, род. в 1963 году) — генеральный директор с октября 2020 года; до этого с 2008 года возглавлял международное подразделение The Walt Disney Company.

## Деятельность
Подразделения по состоянию на 2022 год:
- Assessment & Qualifications — проведение тестов и экзаменов для оценки уровня знаний в различных отраслях; 38 % выручки;
- Higher Education — учебные материалы в цифровом формате для высшего образования; 23 % выручки;
- Virtual Learning — обучающие курсы онлайн; 21 % выручки;
- English Language Learning — материалы для обучения английскому языку, проведение экзаменов на знание английского языка в 150 странах; 8 % выручки;
- Workforce Skills — программы переподготовки специалистов; 5 % выручки.

Основными регионом деятельности являются США, на них приходится 69 % выручки, на Великобританию — 11 %, на остальную Европу — 5 %, Канаду 3 %, Азиатско-Тихоокеанский регион — 8 %.